# Соблазнитель (фильм, 1954)
Соблазнитель (итал. Il seduttore) — итальянский комедийный фильм 1954 года режиссера Франко Росси. В прокате картина заработала 314 074 618 лир.

## Сюжет
Страховой тридцатилетний служащий Альберто, который любит свою жену, старается убедить своего начальника, что он очень опытный в супружеских изменах. Хвастаясь своими мнимыми любовными победами он запутывается в отношениях со своими «любовницами».

## В ролях
- Альберто Сорди — Альберто Раньери
- Леа Падовани — Норма
- Мара Берни — блондинка в поезде
- Лия Аманда — Наталина Спенсер
- Жаклин Пьерё — Жаклин
- Дениз Грей — мать Жаклин
- Чиччо Барби — бухгалтер Абеле
- Мино Доро — комендант
- Марчелло Джорда — колонель Доцци Палу
- Нино Вингелли — Онофрио
- Ева Ваничек — юная коллега Альберто
- Пина Боттин — Джулия
- Дино Раффаэлли — Дон Умберто
- Джанна Пьяц — Бини
- Роберто Бертеа — Ло Бьянко
- Риккардо Куччолла — Ракка
- Андреа Коста
- Джанни Баньино — продавец